# Waldschutzgebiet Puquio Santa Rosa
Das Waldschutzgebiet Puquio Santa Rosa (span. Bosque de Protección Puquio Santa Rosa) befindet sich in der Region La Libertad in Nordwest-Peru. Das Schutzgebiet wurde am 2. September 1982 durch die Resolución Suprema Nº 0434-82-AG/DGFF eingerichtet. Die staatliche Naturschutz-Agentur Servicio Nacional de Areas Naturales Protegidas por el Estado (SERNANP) ist die für das Schutzgebiet zuständige Behörde. Das Waldschutzgebiet besitzt eine Größe von 72,5 ha. Es dient dem Schutz einer Ufervegetation am Zusammenfluss der Quellflüsse des Río Chao. Es wird in der IUCN-Kategorie VI als ein Schutzgebiet geführt, dessen Management der nachhaltigen Nutzung natürlicher Ökosysteme und Lebensräume dient.

## Lage
Das Waldschutzgebiet liegt im Distrikt Virú der Provinz Trujillo 65 km südsüdöstlich der Regionshauptstadt Trujillo. Das Areal liegt auf einer Höhe von etwa 20 m 5 km von der Pazifikküste entfernt am Zusammenfluss von Río Chorobal und Río Huamanzaña.

## Ökosystem
Das Waldschutzgebiet liegt in der ariden, teils wüstenhaften Küstenregion Nordwest-Perus. Zur Fauna des Schutzgebietes gehört der Sechurafuchs (Pseudalopex sechurae). In dem Areal wächst Schilfrohr (Phragmites australis), die Süßgras-Art Distichlis spicata, Tessaria integrifolia sowie Weiden (Salix).